# 山本雅史 (モータースポーツ)
山本 雅史（やまもと まさし、1964年3月15日 - ）は、日本のモータースポーツ・コンサルタント、同解説者、元カートドライバー。MASAコンサルティング・コミュニケーションズ代表。奈良県出身。
1982年、本田技研工業に入社し、デザイン開発部署を経て広報や管理職を歴任。後年は、モータースポーツ部長やホンダF1のマネージングディレクターを務めた。

## 略歴

### 本田技研（ホンダ）時代
少年時代の頃より、ホンダ製車両のユニークな仕様に興味を抱いていた。1982年に工業高校機械科を卒業後、本田技研工業（ホンダ）に入社。主に本田技術研究所の関連部署に勤務し、和光研究所で試作ブロックやデザイン開発などに携わる。
この間、1980年代から1990年代初頭にかけてレーシングカートのドライバーとしても鳴らし、当時は全日本カート選手権のトップランカーの一人だった。さらに開発企画の一環として参加したオーストラリア大陸縦断ソーラーカーレース「ワールド・ソーラー・チャレンジ」では、カートの経験を活かしメインドライバーも務め優勝を果たした。
その後、管理職業務に異動。2011年に栃木研究所に移り、四輪R&Dセンターの技術広報室長などを務める。モータースポーツ世界最速を目指す米国の伝統的イベント「ボンネビル・スピードウィーク」に参戦する企画を主導。2016年に同二輪部門P-P650クラスで、ホンダ・CBR600RRが世界記録を樹立した。
同年、モータースポーツ部門で結果を出したマネージメントの手腕を買われ、ホンダ本社のモータースポーツ部長に就任。フォーミュラ1（F1）やロードレース世界選手権（MotoGP）、スーパーフォーミュラ、SUPER GTなどホンダが関わるモータースポーツ関連全般を統括する立場となった。
2019年、ホンダにおけるF1活動の重要性が増してきたことなどから、同4月に新設されたF1担当マネージングディレクターに就任し、社長直属の形でF1関連の活動に専念することになった。
その後、提携したレッドブル系F1チーム「レッドブル・レーシング」「スクーデリア・アルファタウリ（旧名スクーデリア・トロ・ロッソ）」の交渉窓口に携わり、2020年シーズンにアルファタウリが12年ぶりの優勝。翌2021年シーズンにはレッドブルがドライバーズタイトルを獲得し、エンジンサプライヤーとして30年ぶりの偉業に貢献した。

### コンサルティング会社を設立
2022年1月末で40年勤めた本田技研（ホンダ）を退社。独立直後に起業し、コンサルティング会社「MASAコンサルティング・コミュニケーションズ」を設立。主に、レッドブル・レーシングの子会社「レッドブル・パワートレインズ」（RBPT）のコンサルティング業務を請け負う。ほか、国内レースの支援や講演活動を行う意向も明らかにしている。なお、RBPTとの契約は2022年をもって満了。
同2月にスーパーフォーミュラの「Team Goh」とレッドブル提携の流れを受け、26日に同チームの監督に就任した。TEAM GOHは2023年シーズンのスーパーフォーミュラに非参戦のため、監督業務については終了。RBPTとの契約満了とあわせ、2023年はチームメンバーとしてはレースの表舞台から退くこととなった。

## 人物
- 当初はエンジン設計を志望してホンダに入社したが、最初の3年間だけの約束で試作ブロック部署の配属を了承。しかし自身に意欲が芽生え、3年を越えても同部署勤務を継続しその後に至る[7]。
- 2021年のF1世界選手権でレッドブル・レーシングがアメリカGPを制し、表彰セレモニーのスタッフ代表として初めて登壇しシャンパンシャワーを浴びた[20]。なおこの開催では、F1車両のスポンサーロゴ「HONDA」を米国法人ブランドの「ACURA（アキュラ）」に変更する手腕を発揮している[21]。
- 好きなドライバーは本山哲、ジェンソン・バトン、フェルナンド・アロンソ。特に本山は、全日本カート時代にチームメイトだったこともある[22]。
- 愛車遍歴はトヨタ・ハイエースに始まり、自社のシビック、プレリュード、インテグラ、オデッセイ、エリシオン、N-BOX SLASH[23]。